# Dirichlets delarproblem
Inom talteori är Dirichlets delarproblem ett klassiskt problem om tillväxten av summafunktionen av delarantalet.
Delarfunktionens summafunktion definieras som
{\displaystyle D(x)=\sum _{n\leq x}d(n)}
där
{\displaystyle \!\ d(n)=\sum _{d|n}1}
är antalet delare av n.
Att hitta en sluten formel för denna funktion är ett extremt svårt problem, men det går att härleda goda approximationer. Peter Gustav Lejeune Dirichlet bevisade att
{\displaystyle D(x)=x\log x+x(2\gamma -1)+\Delta (x)\ }
där {\displaystyle \gamma } är Eulers konstant där
{\displaystyle \Delta (x)={\mathcal {O}}\left({\sqrt {x}}\right).}
Dirichlets delarproblem frågar följande: vad är infimum för alla tal {\displaystyle \theta } förvilkar which 
{\displaystyle \Delta (x)={\mathcal {O}}\left(x^{\theta +\epsilon }\right)}
gäller för alla {\displaystyle \epsilon >0}. Många av metoderna inom detta problem kan användas inom Gauss cirkelproblem som är ett relaterat problem med en annan aritmetisk funktion
- 1904 bevisade G. Voronoi att feltermen kan förbättras till {\displaystyle {\mathcal {O}}(x^{1/3}\log x).}
- 1916 bevisade G.H. Hardy att {\displaystyle \inf \theta \geq 1/4}. Han bevisade att för någon konmstant {\displaystyle K} finns det värden på x så att {\displaystyle \Delta (x)>Kx^{1/4}} och värden x så att{\displaystyle \Delta (x)<-Kx^{1/4}}.
- 1922 förbättrade J. van der Corput Dirichlets resultat till {\displaystyle \inf \theta \leq 33/100.}
- 1928 förbättrade han sitt resultat något till {\displaystyle \inf \theta \leq 27/82.}
- 1950 bevisade Chih Tsung-tao och oberoende av Chih H. E. Richert 1953 att {\displaystyle \inf \theta \leq 15/46.}
- 1969 bevisade Grigori Kolesnik att {\displaystyle \inf \theta \leq 12/37}.
- 1973 bevisade han att {\displaystyle \inf \theta \leq 346/1067}.
- 1982 förbättrade han sitt resultat något till {\displaystyle \inf \theta \leq 35/108}.
- 1988 bevisade H. Iwaniec och C. J. Mozzochi att {\displaystyle \inf \theta \leq 7/22.}
- 2003 förbättrade M.N. Huxley detta till {\displaystyle \inf \theta \leq 131/416.}

Så det äkta värdet av {\displaystyle \inf \theta } är någonstans mellan 1/4 och 131/416 (approximativt 0.3149); det har förmodats att den är precis lika med 1/4. Direkt beräkning av {\displaystyle \Delta (x)} stöder det, då {\displaystyle \Delta (x)/x^{1/4}} verkar vara approximativt normalt fördelat med standarddevitation  1 för x ända upp till minst 1016. Värdet 1/4 skulle även följa av en förmodan om exponentpar.

## Piltzs delarproblem
Definiera
{\displaystyle D_{k}(x)=\sum _{n\leq x}d_{k}(n)=\sum _{mn\leq x}d_{k-1}(n).}
Då är
{\displaystyle D_{k}(x)=xP_{k}(\log x)+\Delta _{k}(x)\,}
där {\displaystyle P_{k}} är ett polynom av grad {\displaystyle k-1}. Med simpla metoder kan man visa att
{\displaystyle \Delta _{k}(x)={\mathcal {O}}\left(x^{1-1/k}\log ^{k-2}x\right)}
för heltal {\displaystyle k\geq 2}. Såsom i fallet {\displaystyle k=2} känner man inte till infimat för något värde på {\displaystyle k}. Att hitta dessa infimum är känt som Piltzs delarproblem, efter den tyska matematikern Adolf Piltz. Genom att definiera {\displaystyle \alpha _{k}} som det infimat på värden med which {\displaystyle \Delta _{k}(x)={\mathcal {O}}\left(x^{\alpha _{k}+\varepsilon }\right)} gäller för all {\displaystyle \varepsilon >0} följande resultat (notera att that {\displaystyle \alpha _{2}} är {\displaystyle \theta } från förra sektionen):
{\displaystyle \alpha _{2}\leq {\frac {131}{416}}\ }
{\displaystyle \alpha _{3}\leq {\frac {43}{96}}\ ,} och
{\displaystyle \alpha _{k}\leq {\frac {3k-4}{4k}}\quad (4\leq k\leq 8)\ }
{\displaystyle \alpha _{9}\leq {\frac {35}{54}}\ ,\quad \alpha _{10}\leq {\frac {41}{60}}\ ,\quad \alpha _{11}\leq {\frac {7}{10}}\quad \ }
{\displaystyle \alpha _{k}\leq {\frac {k-2}{k+2}}\quad (12\leq k\leq 25)\ }
{\displaystyle \alpha _{k}\leq {\frac {k-1}{k+4}}\quad (26\leq k\leq 50)\ }
{\displaystyle \alpha _{k}\leq {\frac {31k-98}{32k}}\quad (51\leq k\leq 57)\ }
{\displaystyle \alpha _{k}\leq {\frac {7k-34}{7k}}\quad (k\geq 58)\ .}
- E.C. Titchmarsh förmodar att {\displaystyle \alpha _{k}={\frac {k-1}{2k}}\ .}

### Fotnoter
1. ↑  Huxley 2003.
2. ↑  G. Kolesnik. On the estimation of multiple exponential sums, in "Recent Progress in Analytic Number Theory", Symposium Durham 1979 (Vol. 1), Academic, London, 1981, pp. 231-246.
3. ↑  Aleksandar Ivić. The Theory of the Riemann Zeta-function with Applicatiions (Theorem 13.2). John Wiley and Sons 1985.